# Brauerei zum Kuchlbauer
Die Brauerei zum Kuchlbauer GmbH & Co KG ist eine mittelständische Brauerei mit Sitz in Abensberg in Niederbayern. Die familiengeführte Privatbrauerei hat sich auf die Herstellung von Weißbier spezialisiert. Zu ihr gehört eine Besucherbrauerei mit dem knapp 35 Meter hohen Kuchlbauer-Turm, der auf einem Entwurf des Künstlers Friedensreich Hundertwasser basiert.

## Geschichte

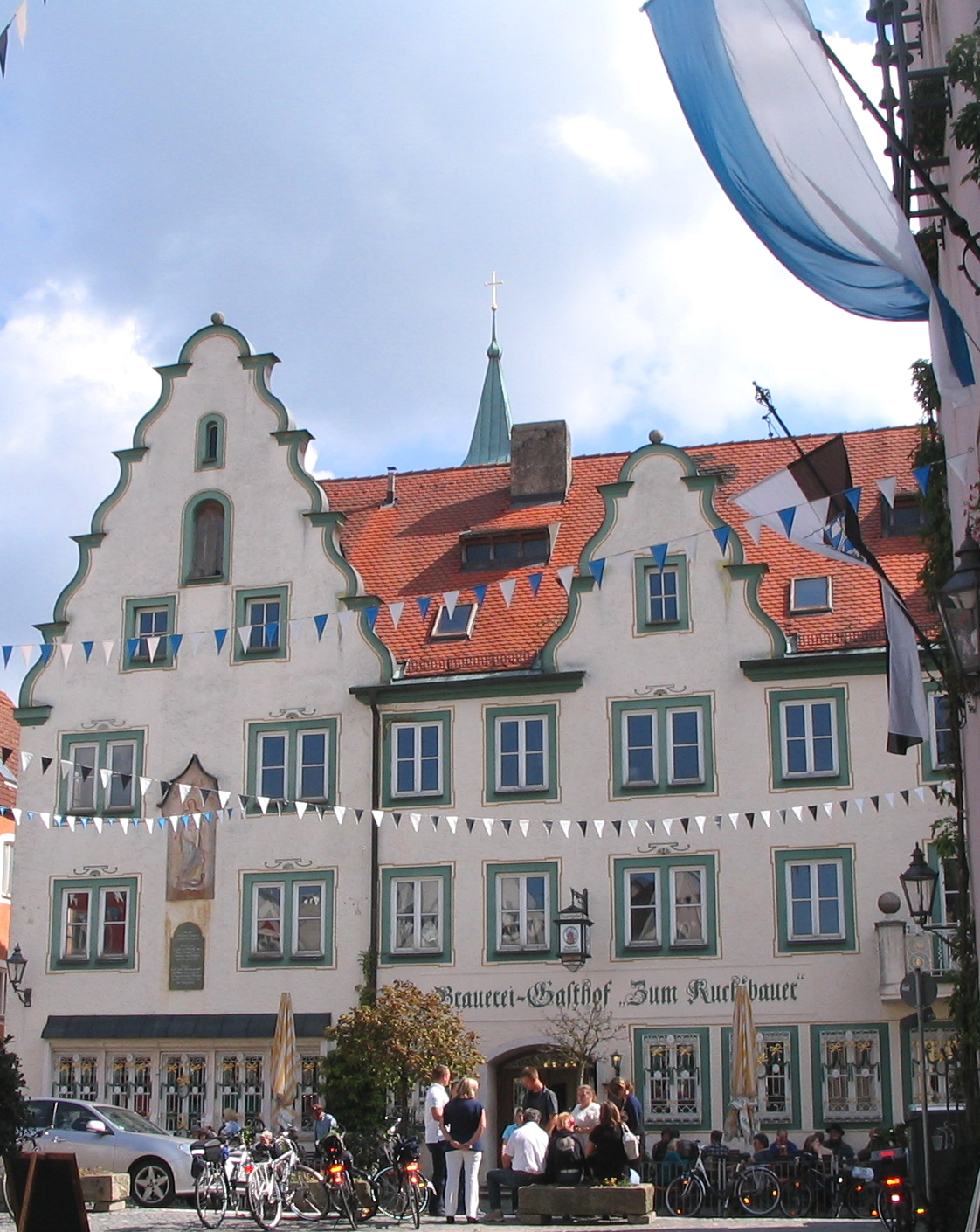
Gasthof Kuchlbauer

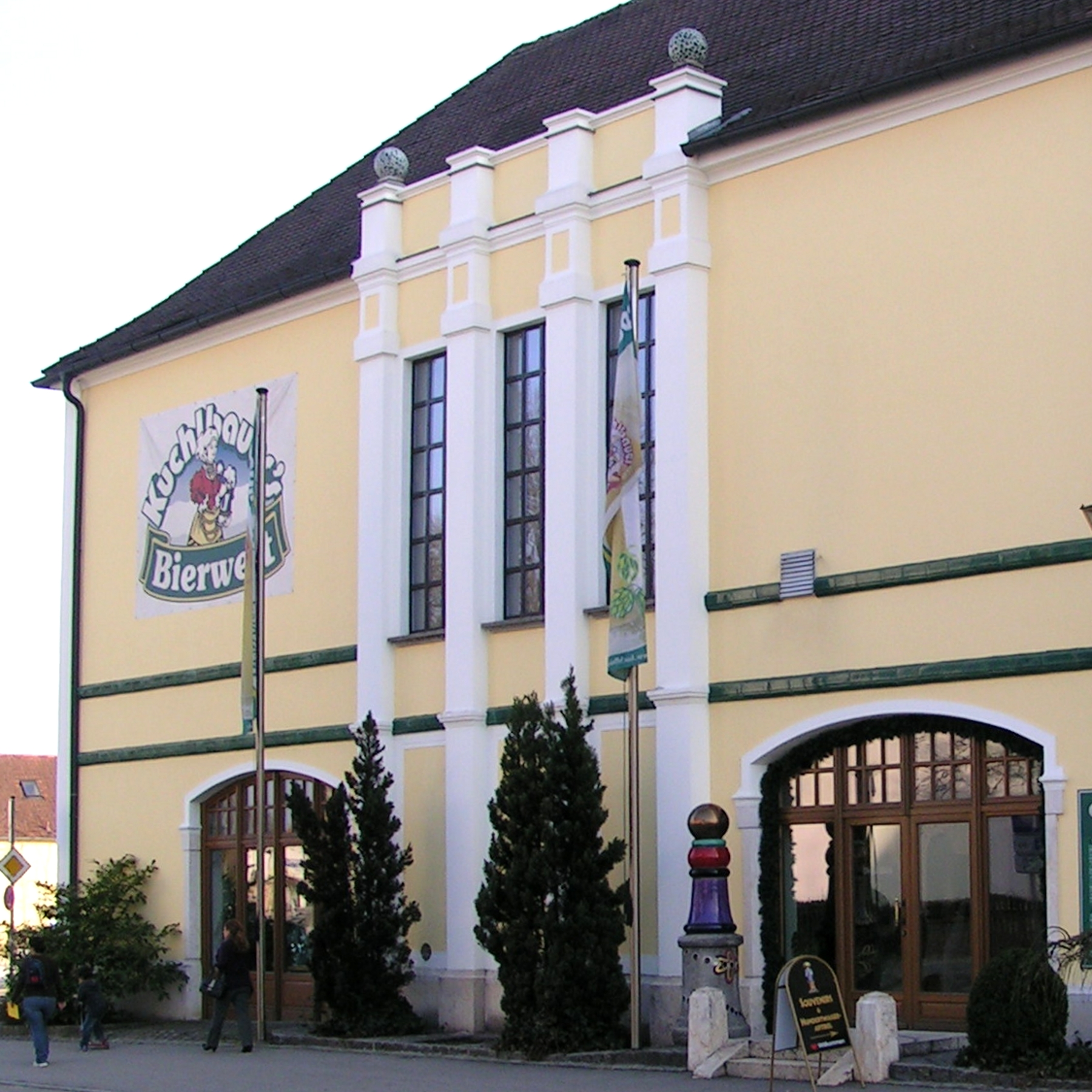
Brauerei Kuchlbauer

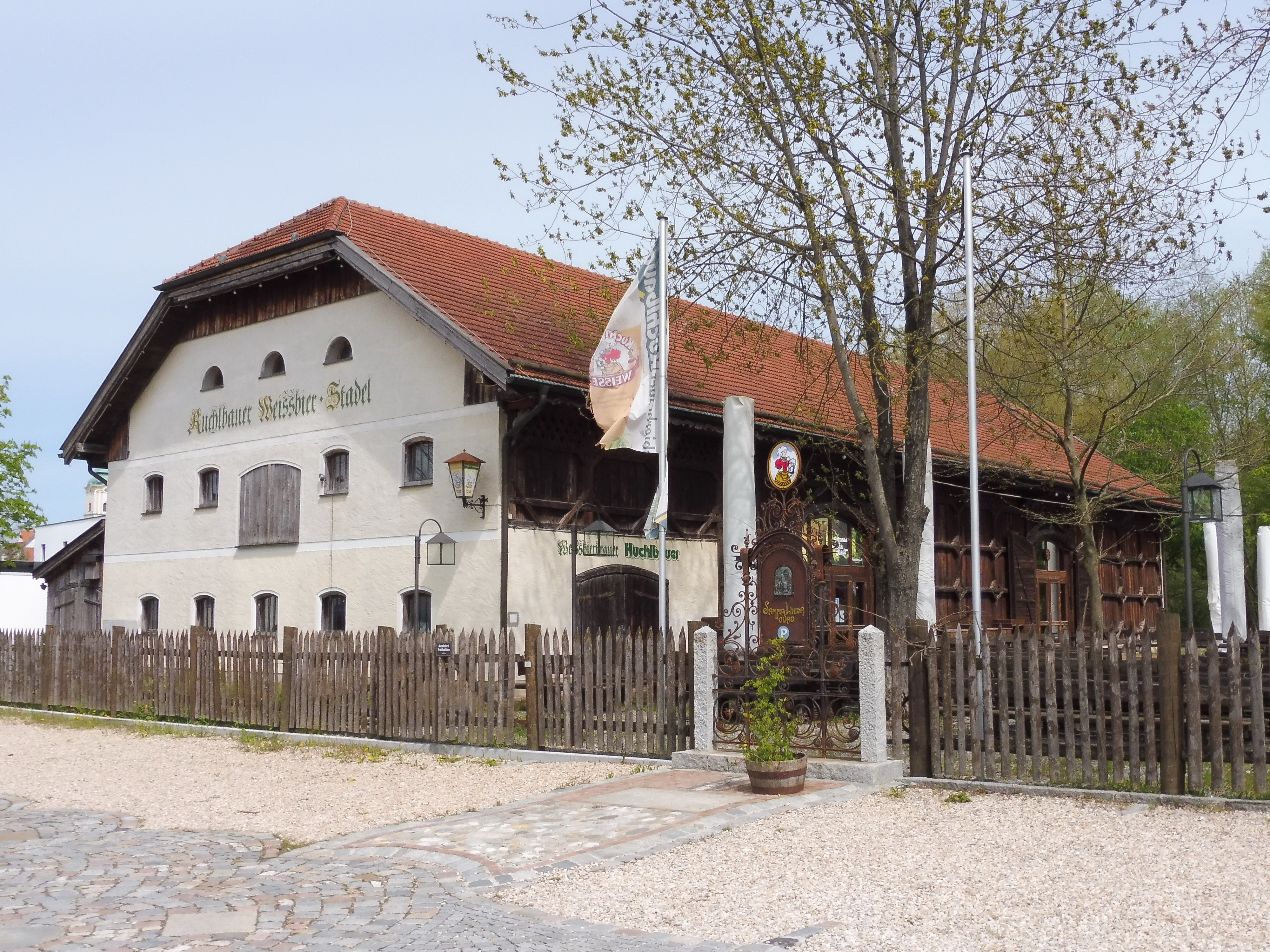
Weissbier-Stadel

Das Brauereiwesen nahm in der Stadt Abensberg seit jeher eine bedeutende wirtschaftliche Stellung ein. So existierten in der Vergangenheit im Stadtgebiet bis zu sieben Brauereien, von denen drei bis in die Gegenwart überdauert haben. Die Brauerei Kuchlbauer dürfte die urkundlich älteste Braustätte der Stadt Abensberg sein, sie zählt sich zu den ältesten Brauereien in Bayern. Die erste urkundliche Erwähnung der Brauerei am Stadtplatz von Abensberg gegenüber dem Rathaus stammt aus dem Jahr 1499.
Am 7. Januar 1751 wurde das gesamte Anwesen an Joseph Amann verkauft, der als Kuchlpaur die bischöfliche Küche des Hochstifts an der Porta Praetoria in Regensburg mit Lebensmitteln versorgte. Seit dieser Zeit trägt die Brauerei den Beinamen „zum Kuchlbauer“. Am 1. Juli 1902 erwarb Joseph Krieger aus Riedenburg die Brauerei, die er am 25. Februar 1904 an seine Tochter und deren Bräutigam Michael Salleck aus Abensberg übergab. Mit deren Hochzeit am 5. April 1904 gingen die Brauerei, der Brauereigasthof, der Gutshof und die zugehörige Landwirtschaft in den Besitz der Familie Salleck über.
Am 13. Juli 1904 brannte das Brauereigebäude bis auf die Grundmauern nieder. Das Ehepaar Salleck entschied sich rasch für einen Wiederaufbau mit der Unterstützung des Regensburger Architekten Joseph Koch.
Ab circa 1920 wurde der Brauereibetrieb aus Platzgründen in die Römerstraße verlegt, wo sich der zur Brauerei gehörige Gutshof befand. Am Stadtplatz blieb der Brauereigasthof zum Kuchlbauer weiter in Betrieb.
1969 übernahm Bräu Leonhard Salleck die Geschäftsführung der Brauerei zum Kuchlbauer. Unter seiner Führung spezialisierte sich die Brauerei auf die Herstellung von Weissbier. Im Jahr 2014 trat Sallecks Sohn Jacob Horsch in die Geschäftsführung der Brauerei zum Kuchlbauer ein, er leitet das Unternehmen in neunter Familiengeneration.
Etwas südlich der Altstadt, am Rand der Gillamooswiese, steht der Kuchlbauer Weissbier-Stadel, der 1982 unter Verwendung von Teilen eines historischen Stadels aus Oberbayern errichtet wurde. Von 1980 bis 1985 besaß die Brauerei Kuchlbauer außerdem ein Restaurant an Bord eines historischen Raddampfers, der unweit der Eisernen Brücke in Regensburg vertäut war.
2019 übernahm Kuchlbauer die De Bassus Schlossbrauerei.

## Struktur
Das Unternehmen wird in der Rechtsform einer GmbH & Co. KG betrieben und beschäftigt ca. 80 Mitarbeiter. Das Unternehmen hält seit 1997 100 % der Anteile an der mit einem Ergebnisabführungsvertrag verbundenen Spezial-Brauerei Schierling.

## Produkte
Die Brauerei zum Kuchlbauer verfügt über einen hauseigenen Hefestamm und eigenes Brunnenwasser. Die Gärung erfolgt in offenen Gärbottichen.
Angeboten werden unter anderem:
- Kuchlbauer Weisse (Helles naturtrübes Hefeweissbier)
- Turmweisse (naturtrübes Hefeweissbier)
- Alte Liebe (Dunkles naturtrübes Hefeweissbier)
- Aloysius (Dunkler Hefeweissbier-Bock)
- Sportsfreund (Leichte dunkle Weisse)
- Alkoholfreie Weisse (Helles Weissbier)

2021 betrug die Jahresproduktion 58.000 Hektoliter.

## Kuchlbauer-Turm, Märkte, KunstHausAbensberg
Um den Bekanntheitsgrad und den Bierausstoß der Brauerei zu steigern, plante Leonhard Salleck, das Brauereigebäude in ein Kunstwerk umzugestalten. Dazu nahm er 1998 zum ersten Mal Kontakt zu dem Künstler Friedensreich Hundertwasser auf, der sich im Frühjahr 1999 dazu bereit erklärte, einen Bierkunstturm für die Brauerei zu entwerfen. Er wurde am 23. April 2010 eröffnet und ist nun das Wahrzeichen der Brauerei, das jährlich von mehreren tausend Besuchern besichtigt wird.
Die Brauerei richtet vor Ostern einen Ostermarkt und in der Vorweihnachtszeit eine Turmweihnacht aus, mit jeweils über hundert Ausstellern.
Ab 2011 wurde die Talervilla neben dem Brauereigebäude zum KunstHausAbensberg umgebaut, das dem Stil des von Friedensreich Hundertwasser nachempfunden ist. In dem Haus eröffnete 2014 eine ständige Ausstellung der Grafiken von Friedensreich Hundertwasser.

## Gillamoos
Auf dem Gillamoos, einem der ältesten Jahrmärkte Bayerns, betreibt die Brauerei den Weissbierstadl und eines von den insgesamt vier Festzelten. Ausschließlich dort wird das Gillamoos-Bier ausgeschenkt, das die Brauerei fünf Monate vor Beginn des Jahrmarktes herstellt. 2021 wurde das Gillamoos-Bier zum ersten Mal zu 100 % aus regionaler Braugerste hergestellt.
Im Verlauf der Geschichte des Gillamoos nahm die Brauerei zum Kuchlbauer mehrfach Einfluss auf die Gestaltung des Jahrmarktes: 1933 erweiterte die Brauerei die Gillamoostage Sonntag und Montag um den Samstag, als sie den Gesellschaftstag des Brauereigasthofes zum Kuchlbauer im September in das Bierzelt auf dem Gillamoos verlegte. 1970 führte die Brauerei auch den Donnerstag als Gillamoostag ein. Seit 1973 findet am Gillamoos-Sonntag im Kuchlbauer-Bierzelt ein Festgottesdienst statt. Das Gillamoos-Bier der Brauerei kann seit 1983 jeder Besucher der Bierprobe am Samstag vor dem Gillamoos bei einer Mass Freibier verkosten. Im Jahr 2007 ließ Leonhard Salleck ein Gillamoos-Marterl für den Heiligen Ägidius errichten, das an den ursprünglichen Sinn des Jahrmarktes, die Friedensstiftung, erinnern soll.

## Sonstiges
Die Brauerei ist Mitglied im Brauring, einer Kooperationsgesellschaft privater Brauereien aus Deutschland, Österreich und der Schweiz.